# Гізельдон
Гізельдон (ос. Джызæлдон, рос. Гизельдон) — річка в Північній Осетії, притока Ардона. Впадає в Ардон за 0,2 км від впадіння Ардона в Терек, тому часто згадується як ліва притока Терека. Довжина річки — 80 км. Площа водозбору — 604 км². Має льодовиково-снігове живлення, водопілля на річці спостерігається навесні і на початку літа.
Біля села Кобан на річці споруджена Гізельдонська ГЕС, гідроагрегати якої працюють при розрахунковому напорі 289 м, що є одним з найбільших в Росії розрахункових перепадів між б'єфами гідровузлів.

## Притоки
(відстань від гирла)
- 12 км: річка Чорна
- 50 км: річка Геналдон

## Дані водного реєстру

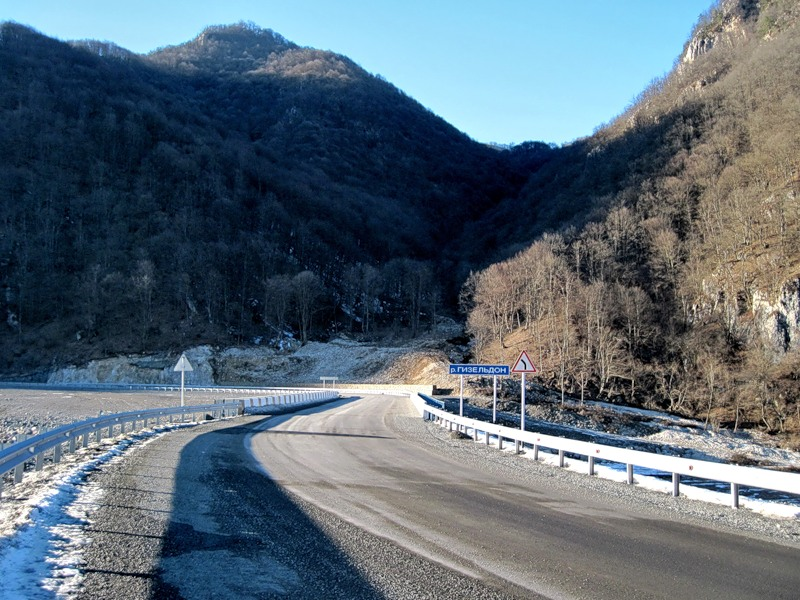
Дорожний міст через річку Гізельдон

За даними державного водного реєстру Росії відноситься до Західно-Каспійського басейнового округу, водогосподарська ділянка річки — Ардон, річковий підбассейн біля річки відсутній. Річковий басейн річки — річки басейну Каспійського моря межиріччя Терека і Волги.
За даними геоінформаційної системи водогосподарського районування території РФ, підготовленої Федеральним агентством водних ресурсів:
- Код водного об'єкта в державному водному реєстрі — 07020000112108200003504
- Код за гідрологічної вивченістю (ГИ) — 108200350
- Код басейну — 07.02.00.001
- Номер тома за ГИ — 08
- Випуск за ГИ — 2